# Guillaume de Hautemer de Grancey
Pour les articles homonymes, voir Grancey.
Guillaume de Hautemer, chevalier, comte de Châteauvillain, baron puis duc de Grancey, seigneur de Fervaques, né en 1537 ou 1538 au château de Fervaques, dans le diocèse de Lisieux et mort le 14 novembre 1613, est un gentilhomme et militaire français des XVIe et XVIIe siècles. Il est fait maréchal de France en 1597.

## Biographie

### Origines et jeunesse
Fils de Jean de Hautemer, seigneur de Fervaques, du Fournet et du Mesnil-Tison, tué à la bataille de Cérisoles en 1544, et d'Anne de La Baume-Montrevel.
Destiné dès l'enfance à la profession des armes, Guillaume de Hautemer est à peine âgé de 17 ans lorsqu'il est engagé au service du duc d'Alençon par le maréchal de Tavannes, son parent (la femme de Gaspard de Saulx-Tavannes, Françoise de La Baume-Montrevel, était la nièce d'Anne de La Baume-Montrevel, la mère de Fervaques : Fervaques et Saulx-Tavannes sont donc cousins germains par alliance).
Selon Prosper Mérimée, il a été le "camarade de débauche" d'Agrippa d'Aubigné qui en parle dans ses mémoires.

### Carrière militaire
Il participe à la bataille de Renty, gagnée le 13 août 1554 par Henri II, à celle de Saint-Quentin, perdue le 10 août 1557 par le connétable Anne de Montmorency ; il se trouve également à celle de Gravelines qui eut lieu le 13 juillet 1558 et qui vit la défaite des Français commandés par le maréchal de Termes, d'ailleurs fait prisonnier.
En 1560, pendant les guerres de religion, Guillaume de Hautemer soutient le parti de Henri-Robert de La Marck, duc de Bouillon, alors gouverneur de la province de la Normandie. En mai 1562, il s’empare du gouvernement de Lisieux et pille l'église cathédrale au nom de la nouvelle religion. Il chasse les ecclésiastiques, occupe leurs maisons, profane les reliques. Par la suite, il participe à la bataille de Dreux, gagnée le 19 décembre, par les français-catholiques sur les français-protestants.
Il renonce ensuite au culte protestant et revient au service du roi, il se fait remarquer le 10 novembre 1567 à la bataille de Saint-Denis, il obtient une compagnie d’ordonnance et devient chevalier de l’ordre de Saint-Michel. Il défend Poitiers contre l'amiral de Coligny, qui est obligé d'en lever le siège, le 7 septembre 1569 puis combattit sous le duc d'Anjou à Moncontour (3 octobre).
Il est maréchal de camp du comte de Matignon, lorsque la reine mère, Catherine de Médicis, l'envoya en Normandie, en 1574, pour reprendre quelques villes sur les protestants, et il se trouva aux sièges de Saint-Lô, de Domfront, où il est blessé, et de Carentan.
Au mois d'octobre 1575, sous les ordres du duc de Guise, il défait quatre-vingt-dix-neuf reîtres, près de Dormans ; et dans le courant de la même année, il empêche l'effet d'une conspiration formée contre le roi, en la découvrant à ce prince, qui le fait maréchal de camp. Il passe au service du roi de Navarre en 1576 puis se rapproche de nouveau du roi Henri III qui lui pardonne sa défection en faveur de ses anciens services.
François, duc d'Anjou l'envoie, en 1581, au secours de Cambrai que le duc de Parme bloquait, et sous ses ordres, il chassa les espagnols de tout le Cambrésis.
Au service de François d’Anjou, nouveau duc de Brabant, il est fait prisonnier par les troupes du prince d'Orange, le 18 janvier 1583, lors de la tentative du duc d'Anjou de prise d’Anvers.
Après la mort du duc d'Anjou, le 10 juin 1584, il s'attache de nouveau au roi de Navarre et le suivit dans toutes ses expéditions.
Lors de l'assaut qu'il donna aux faubourgs de Paris, au mois de juillet 1590, Fervaques s'empare de celui de Saint-Denis, et s'y retrancha. Au mois d'avril 1594, lors du siège d’Honfleur par le duc de Montpensier, le sieur de Fervaques est l'un des deux officiers généraux qui commandaient l'armée royale.
Henri IV l'honora toujours d'une amitié particulière, et avait beaucoup de confiance en lui ; il récompensa son zèle et ses services, en le créant chevalier des ordres du roi, le 7 décembre 1595. En 1597, il se signale au siège d'Amiens ; il repoussa, après un sanglant combat, le comte de Buquoy qui avait forcé un corps-de-garde de l'armée française, et contraignit les Espagnols à repasser la Somme. Pour cette action, le roi l'éleva à la dignité de Maréchal de France (dit le maréchal de Fervaques) le 26 septembre 1597 . En mai 1599, Henri IV érige la paroisse de Fervaques en titre de bourg et y établit des foires et marchés.
Il est nommé lieutenant général au gouvernement de Normandie, le 3 mai 1608. L'année suivante, Henri IV le désigne pour faire partie du conseil de régence dans le cas où il viendrait à mourir avant la majorité de son fils. Il fait ériger en décembre 1611, par la régente Marie de Médicis, le comté de Grancey en duché-pairie (lettres non enregistrées ; Grancey et Châteauvillain venaient de sa grand-mère maternelle, Anne de Châteauvillain-Grancey, épouse de Marc et mère d'Anne de La Baume-Montrevel), et devint en 1612 gouverneur de la province de Normandie. En 1613, il fait l'acquisition de la baronnie de la Roche-Bernard auprès du duc de Thouars.
Pour se faire pardonner de ses excès passés, il appelle dans la ville de Lisieux une communauté de capucins dont il fait construire une partie du couvent à ses frais. Il fait également construire la grande façade et les deux pavillons du Château de Fervaques, tels qu'ils existent maintenant.
Il meurt le 14 novembre 1613, à l'âge de 75 ans, son corps est embaumé et déposé dans le caveau de la chapelle à la Vierge de la Cathédrale de Lisieux ; mais ses cendres sont profanées en 1793, ainsi que celles des évêques que cette église renfermait, et portées au cimetière commun.
Il avait épousé, en 1558, 1° Renée L'Evesque de Marconay dont il eut trois filles : 
- Louise de Hautemer, dame de Plannes et de Fervaques, mariée à Aimar de Prie, baron de Toucy,
- Charlotte de Hautemer, comtesse de Grancey, elle épousa le 22 mai 1588 Pierre Ier Rouxel, baron de Médavy, d'où, entre autres enfants, le maréchal Jacques et l'évêque François,
- et Jeanne de Hautemer : baronne de Mauny, elle épousa 1° Claude d'Estampes, baron de la Ferté-Imbaut, d'où Jacques d'Estampes, marquis de La Ferté-Imbault, marquis de Mauny, Maréchal de France ; puis 2° François de Canouville baron de Raffetot ;

En secondes noces, en 1599, le maréchal épousa 2° Anne d'Alègre, comtesse douairière d'Harcourt et de Laval.

## Littérature
Dans les Cenci, Stendhal écrit, avec le ton sec et sarcastique qui le caractérise, à propos de Don Juan: 
« Violer les lois dans la monarchie à la Louis XV, tirer un coup de fusil à un couvreur, et le faire dégringoler du haut de son toit, n'est-ce pas une preuve que l'on vit dans la société du prince, que l'on est du meilleur ton, et que l'on se moque fort du juge? »
Cette remarque fait référence à un événement attribué par la rumeur populaire au Maréchal de Fervaques, Guillaume de Hautemer. 
La maréchale de Fervaques est un personnage dans Le Rouge et le Noir.

## Armoiries
| Figure | Nom du prince et blasonnement |
|        | Ecartelé, au I d'or, à trois fasces ondées d'azur (Hautemer) ; au II d'or à la bande vivrée d'azur (La Baume de Montrevel), au III bandé de gueules et d'argent de six pièces (Montlandrin) ; au IV de gueules semé de billettes d'or, au lion du même brochant (Châteauvillain). |

## Sources et bibliographie
- Cet article est partiellement copié de : Adrien Jean-Louis Dingremont, Notice sur Guillaume de Hautemer, seigneur de Fervaques, Maréchal de France, 1824 (lire en ligne), œuvre dans le domaine public.